# Санса, буддийские горные монастыри в Корее
Санса, буддийские горные монастыри в Корее (кор. 산사 - 한국의 산지 승원; Санса - Хангуг-ый санджи сынвон) — объект, расположенный в городах Янсан, Сунчхон, Андон, Йонджу, Конджу и уездах Поын и Хэнам в Республике Корея, состоит из семи горных буддийских монастырей (кор. 산사 санса). В 2018 году были включены ЮНЕСКО в список Всемирного наследия.

## Требования к защите и управлению
Все семь храмов охраняются и управляются как объекты культурного наследия штата или города/провинции в соответствии с Законом об охране культурного наследия. Строго контролируется возведение современных построек, способствующих дальнейшему использованию храмов и развитию их территорий. Каждый из семи храмов также охраняется Законом о сохранении и поддержке традиционных корейских храмов.
Зоны культурного наследия и зоны охраны исторической и культурной среды, установленные Законом об охране культурного наследия, действуют в отношении каждого из компонентов и их буферных зон. Закон об охране культурного наследия действует в пределах 500 метров от внешней границы каждой зоны культурного наследия. Оценка воздействия на культурное наследие проводится в соответствии с положениями Закона об охране культурного наследия. Каждый храм имеет различные элементы (в том числе произведения искусства, реликвии и архитектурные сооружения), признанные на национальном или провинциальном уровне.
«План сохранения и управления буддийскими монастырями Санса в Корее» уже разработан, а система управления и стратегия сохранения будут контролироваться организацией «Сохранение и управление Санса» при участии религиозных и государственных органов. Для управления, сохранения, мониторинга, исследований и продвижения предусмотрены сотрудники, а также монахи, храмовые служители, сотрудники по управлению культурным наследием и гиды по культурному туризму.
Каждый храм находится в ведении главного настоятеля. Управление по культурному наследию и правительства провинций отвечают за управление культурным наследием, а также за разработку и реализацию соответствующих проектов. Ассоциация мирян каждого храма участвует в волонтёрской работе по поддержке буддийских практик, уходу за храмовыми территориями и уборке храмов. В каждом храме есть инфраструктура для посетителей.
Управление культурного наследия разрабатывает комплексные 5-летние планы по сохранению храмов и управлению ими в сотрудничестве с правительствами провинций. Для храмов Бусокса и Сонамса разработан план по сохранению культурного наследия, а планы по остальным компонентам будут разработаны в 2018–2020 годах.

## Объекты
- Попчуса
- Пусокса
- Магокса
- Тэхынса
- Понджонса
- Тхондоса
- Сонамса